# L'Idéologie allemande
 (novembre 2015).
- Si vous ne connaissez pas le sujet, laissez ce bandeau (vous pouvez alors contacter les auteurs).
- Si vous supprimez le contenu mis en cause (vous pouvez préalablement contacter les auteurs),

argumentez précisément cette suppression dans la page de discussion
(un manque de référence n'est pas un argument ; une recherche réelle de référence doit avoir été effectuée, être formellement documentée).
 (septembre 2016).
Améliorez-le ou discutez des points à vérifier. 
L'Idéologie allemande est une œuvre posthume de Karl Marx, Friedrich Engels et Joseph Weydemeyer, qu'ils rédigèrent en collaboration entre le printemps 1845 et la fin 1846, et publiée pour la première fois en 1932. Il s'agit d'une critique par Marx des jeunes hégéliens, en particulier de Max Stirner, et d'un exposé du matérialisme historique. Un deuxième tome, écrit principalement par Engels, est dirigé contre le socialisme « vrai », tendance politique de l'époque. 
Si l'essentiel de L'Idéologie allemande consiste en une contestation par Marx de la plupart des affirmations de L'Unique et sa propriété de Stirner, c'est en partie en critiquant ce dernier que Marx élabore sa conception matérialiste de l'histoire. Aussi certains spécialistes de Marx jugent-ils cette œuvre de grande valeur, y trouvant l'exposition de la théorie de l'histoire selon Marx la plus longue et détaillée.

## Composition
Texte souvent polémique, L'Idéologie allemande est composée de trois parties, la troisième sur Stirner constituant le cœur de l'ouvrage. 
La première partie, intitulée Feuerbach, est une introduction en réalité écrite après les deuxième et troisième parties, et ressemble donc plus à une conclusion. Marx n'y fait pas la critique de Ludwig Feuerbach mais revient sur sa critique des jeunes hégéliens et expose les bases du matérialisme historique. La deuxième partie, Saint Bruno, est une polémique dirigée contre Bruno Bauer, mais en fait, Marx ayant déjà critiqué Bauer dans La Sainte Famille, il s'agit plus d'un préambule à la troisième partie. 
La troisième partie, Saint Max, est de loin la plus volumineuse car elle occupe les trois quarts du livre. Il s'agit d'une vaste critique du livre de Max Stirner, L'Unique et sa propriété ; la critique est fortement marquée du sceau de la polémique, Marx s'acharnant sur Stirner en l'appelant “Saint Max”, le comparant à Don Quichotte, et se livrant à une critique presque mot pour mot du livre de Max Stirner. La critique de Marx est plus volumineuse que le livre qu'il attaque, plus volumineuse même que l'ensemble de l'œuvre de Stirner. 
Dans certaines éditions, seule la première partie est publiée, ce qui réduit considérablement la taille de l'ouvrage. On trouve souvent, en préambule, les Thèses sur Feuerbach.

## Publication
Marx et Engels n'avaient pas trouvé d'éditeur à l'époque. Dans la préface de sa Contribution à la critique de l'économie politique (1859), Marx fait allusion au livre de L'Idéologie allemande, indiquant qu'il n'avait pas pu être publié mais que « nous abandonnâmes d'autant plus volontiers le manuscrit à la critique rongeuse des souris que nous avions atteint notre but principal, voir clair en nous-mêmes. » (Lorsque Marx parle de « critique rongeuse des souris », il faut le prendre au sens propre, le manuscrit ayant véritablement été endommagé par des souris.) 
L'Idéologie allemande fut publiée pour la première fois de façon posthume en 1932 par David Riazanov via l'institut Marx-Engels de Moscou, après que celui-ci ait été limogé sur une accusation de « sabotage » éditorial du volume I/5 de MEGA1 (Marx-Engels Gesamtausgabe), première version des œuvres complètes de Marx et Engels, et que Vladimir Adoratski, son successeur, ait entré en fonction. En 1962, de nouveaux manuscrits relatif à L'Idéologie allemande sont découverts par Siegfried Bahne, ce qui permit qu’en 1970 soit proposé un « volume test » de la MEGA2.

## Thèmes

### La conception matérialiste
La première partie de l’ouvrage  s’intitule « Feuerbach conception matérialiste contre conception idéaliste ». Elle expose les bases du matérialisme ainsi que la critique des jeunes hégéliens. La pensée allemande est des plus fécondes. La décomposition de la pensée hégélienne est devenue fermentation universelle (Hegel apparaît comme au centre de la pensée allemande et de Marx lui-même qui se positionne constamment par rapport à lui).
Ce que sont les individus dépend des conditions matérielles tant et si bien que c’est en produisant leurs moyens d’existence [que] les hommes produisent indirectement leur vie matérielle elle-même. Mais la production intervient avec l’accroissement de la population qui suppose un commerce entre les individus. « Ce n’est pas la conscience qui détermine la vie mais la vie qui détermine la conscience. »  Les philosophes idéalistes n’ont pas fait avancer la délivrance de l’homme car leur méthodologie n’est pas adéquate. 

### Division du travail
Le premier acte de l’histoire, c’est la création de moyens pour satisfaire les besoins de la vie matérielle. Et cela conduit dans un second temps à une répétition. On assiste dès lors à une multiplication des besoins du fait de nouvelles relations sociales et de l’accroissement constant de la population. Donc la coopération est force productive. Le langage naît de la nécessité naturelle du commerce entre les hommes. La conscience est de ce fait un produit social (c’est pourquoi les animaux n’ont pas de langage). Le premier stade de division du travail est une division entre les sexes mais elle acquiert sa vraie valeur à partir du moment où travail intellectuel et travail manuel sont séparés. Et c’est à ce moment-là que la conscience s’émancipe du monde et devient capable de théoriser. La division du travail à l’intérieur d’une nation sépare tout d’abord l’industrie/commerce du travail agricole. D’où l’opposition entre ville et campagne et antagonisme d’intérêts. 
La division du travail amène le conflit car la production et la consommation échoient à des personnes différentes. Elle entraîne de plus la propriété dont les germes se trouvent dans la famille où femme et enfants sont les esclaves du père. C’est ainsi que la division du travail entraîne la mise en place d’antagonismes entre les intérêts des uns et des autres. Ainsi division du travail et propriété privée sont des expressions identiques, la première exprimant par rapport à l’activité ce que la seconde exprime par rapport au produit de cette activité. 
Il s’ensuit que toutes les luttes au sein de l’état  (démocratie par exemple) ne sont que des formes illusoires  dans lesquelles les luttes des différentes classes entre elles sont menées. Ainsi toute classe qui aspire à la domination doit d’abord s’emparer de l’État. 
« Le communisme n'est pour nous ni un état qui doit être créé, ni un idéal sur lequel la réalité devra se régler. Nous appelons communisme le mouvement réel qui abolit l'état actuel. Les conditions de ce mouvement résultent des prémisses actuellement existantes. »
« Les conditions de ce mouvement résultent des données préalables telles qu’elles existent présentement. Le marché mondial a pour conséquence que ces individus [le prolétariat] mènent une existence qui se rattache directement à l’histoire universelle. Par conséquent le prolétariat ne peut exister qu’en tant que force historique et mondiale. »

### Histoire et conscience
L’histoire est la succession des générations qui viennent à la suite et exploitent les matériaux, les capitaux ainsi que les forces productives légués par toutes les générations précédentes. Donc une nouvelle génération reprend l’activité de l’ancienne pour une part et la modifie pour une autre part. 
Le risque avec l’histoire est de penser que l’histoire à venir est le but de l’histoire passée, grâce à quoi l’histoire se voit assigner des fins particulières. Cependant, le cours de l’histoire mène vers une histoire mondiale (à l’instar de la production). La libération de chaque individu ne se réalisera qu’à ce moment-là. Le moteur de l’histoire, de la religion ainsi que de la philosophie, ce n’est pas la critique mais la révolution. Cependant Marx va au-delà de la théorie matérialiste car il admet que les hommes font les circonstances. 

### Classes et idées dominantes
Les idées de la classe dominante sont les idées dominantes. La puissance matérielle dominante est donc aussi la puissance spirituelle dominante. Les pensées dominantes ne sont rien d’autre que l’expression en idées des conditions matérielles dominantes. Le prolétariat n’a pas d’histoire ce qui a pour conséquence qu’il n’a pas pu [encore ?] se développer comme intérêt particulier d’une classe particulière.

### Genèse du capital et de l’État moderne
Le capital résulte du principe de la division du travail et l’état de la particularité locale.
Les révoltes du Moyen Âge partent de la campagne mais leur échec fut total du fait de leur dispersion. La difficulté de la communication et la faible population empêchèrent une division poussée du travail. Un véritable rapport de dépendance s’instaure dès lors entre l’artisan et son travail. Il n’a pas l’indifférence pour son labeur qu’a l’ouvrier moderne.  Mais les conditions changent, la concurrence s’établit entre les nations et la manufacture arrive. Dès lors, le commerce prend une signification politique. L’extension de ce commerce accéléra l’accumulation du capital mobile, moderne (par opposition au capital primitif). Puis vint la grande industrie, les monopoles au sein des nations, l’achèvement du capital. 
« C’est elle qui créa enfin l’histoire universelle, dans la mesure où elle mit sous la dépendance du monde entier chaque nation civilisée et chaque individu de cette nation pour la satisfaction de ses besoins, abolissant ainsi l’isolement primitif et traditionnel de nombreuses nations. Elle ôta à la division du travail l’air de spontanéité et de naturel qui lui restait […]. Elle consacra la victoire de la ville sur la campagne. »

### Genèse de la bourgeoisie
Au Moyen Âge, les citadins étaient obligés de s’unir contre la noblesse des campagnes afin de défendre leur existence. L’extension du commerce et des communications amena chaque ville à lier connaissance avec d’autres villes qui avaient les mêmes intérêts dans la lutte contre le même adversaire (une classe prend conscience d’elle-même par l’antagonisme). 

## Extrait
« En effet, dès l'instant où le travail commence à être réparti, chacun a une sphère d'activité exclusive et déterminée qui lui est imposée et dont il ne peut sortir ; il est chasseur, pêcheur ou berger ou critique, et il doit le demeurer s'il ne veut pas perdre ses moyens d'existence ; tandis que dans la société communiste, où chacun n'a pas une sphère d'activité exclusive, mais peut se perfectionner dans la branche qui lui plaît, la société réglemente la production générale ce qui crée pour moi la possibilité de faire aujourd'hui telle chose, demain telle autre, de chasser le matin, de pêcher l'après-midi, de pratiquer l'élevage le soir, de faire de la critique après le repas, selon mon bon plaisir, sans jamais devenir chasseur, pêcheur ou critique. »

« Le communisme n'est pour nous ni un état qui doit être créé, ni un idéal sur lequel la réalité devra se régler. Nous appelons communisme le mouvement réel qui abolit l'état actuel. Les conditions de ce mouvement résultent des prémisses actuellement existantes. »